# Скрытое изображение
Скры́тое изображе́ние, лате́нтное изображе́ние — невидимое глазом изменение, возникающее в фотоэмульсии под воздействием актиничного излучения в процессе экспонирования фотоматериала. Во время проявления участки эмульсии, подвергшиеся воздействию света, темнеют и скрытое изображение преобразуется в видимое. В желатиносеребряном процессе образование скрытого изображения происходит благодаря фотохимической реакции разложения молекул галогенида серебра на атомы серебра и галогена. 

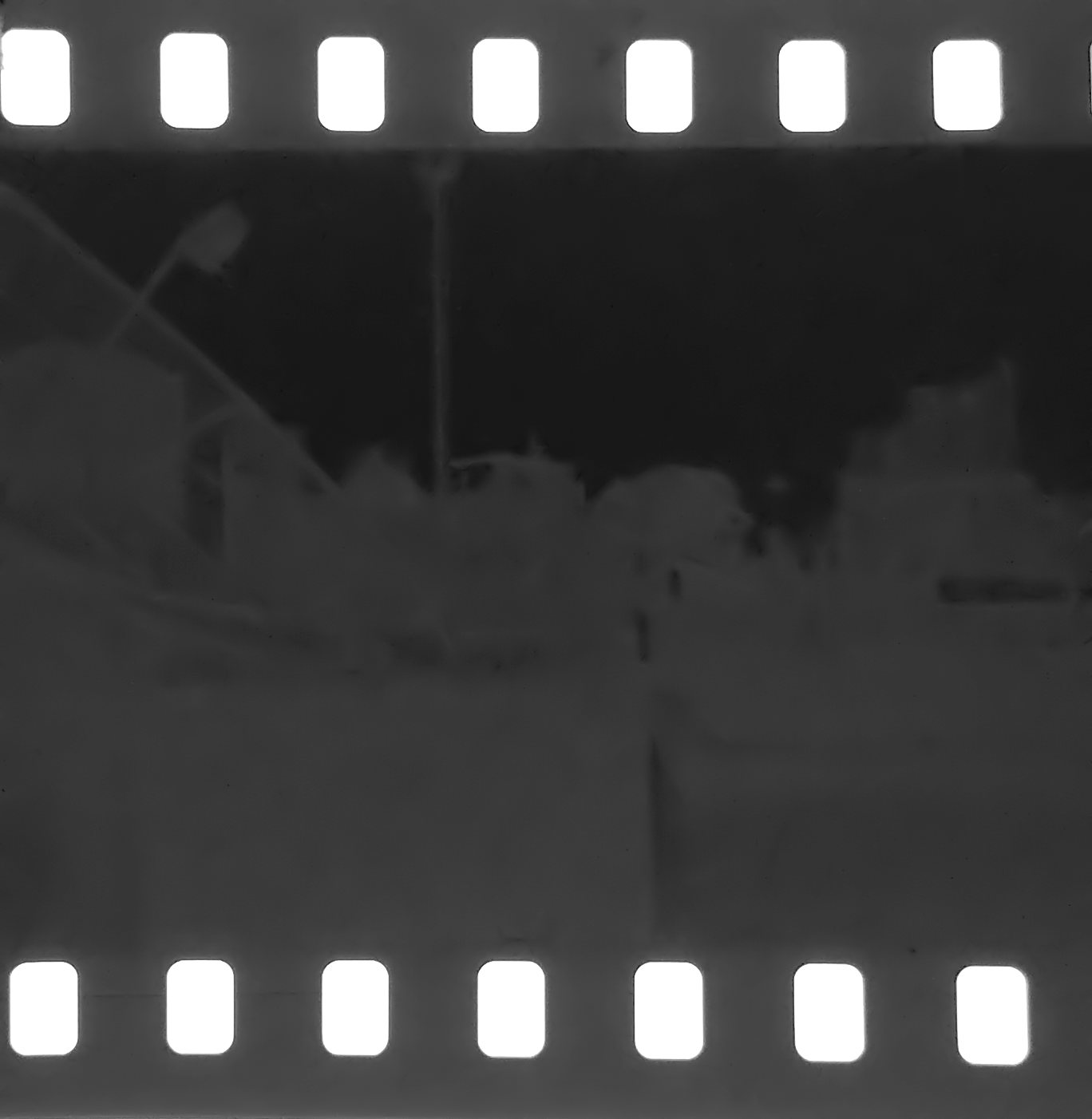
Явление «видимого проявления» на фотоплёнке, подвергшейся экспонированию в течение двух суток. Изображение получено длительной засветкой без дальнейшей лабораторной обработки

С этой точки зрения скрытое изображение состоит из небольших групп атомов металлического серебра на поверхности или внутри микрокристаллов галогенида, образовавшихся в результате окислительно-восстановительной реакции, вызванной фотоэффектом. В процессе проявления эти группы служат катализатором, приводящим к восстановлению до металлической формы всего кристалла. При больших экспозициях металлическое серебро восстанавливается в масштабах, видимых глазом, образуя изображение без проявления. Такое явление можно наблюдать на обрезках фотоплёнки и засвеченных листах фотобумаги, долго находящихся в светлом помещении. 
Образование изображения без проявления характерно для фотобумаг с так называемым «дневным» или «видимым проявлением», доминировавших в фотографии до первой половины XX века. Однако, наиболее широкое распространение получила технология, требующая химического проявления невидимого латентного изображения. В этом случае проявление выступает в роли усилителя изображения, поэтому фотоматериалы второго типа обладают светочувствительностью, на несколько порядков превосходящей этот же параметр у фотобумаг с видимым проявлением.

## Механизм образования
Впервые понятие скрытого изображения появилось после открытия Тальбота, который в сентябре 1840 года завершил разработку калотипии. В результате обработки экспонированной светочувствительной бумаги раствором галлоаргентонитрата (смеси азотнокислого серебра с галловой и уксусной кислотами) на ней появлялось видимое изображение. Это позволило резко повысить светочувствительность хлористого серебра и сократить необходимую выдержку с получаса, требовавшихся без химического проявления, до двух-трёх секунд. Первая гипотеза о природе скрытого изображения была высказана Франсуа Араго, который считал, что причиной явления становится способность к восстановлению до металлической формы тех микрокристаллов галогенида, в которых под воздействием фотолиза образовались микроскопические группы атомов серебра, становящиеся центрами проявления.

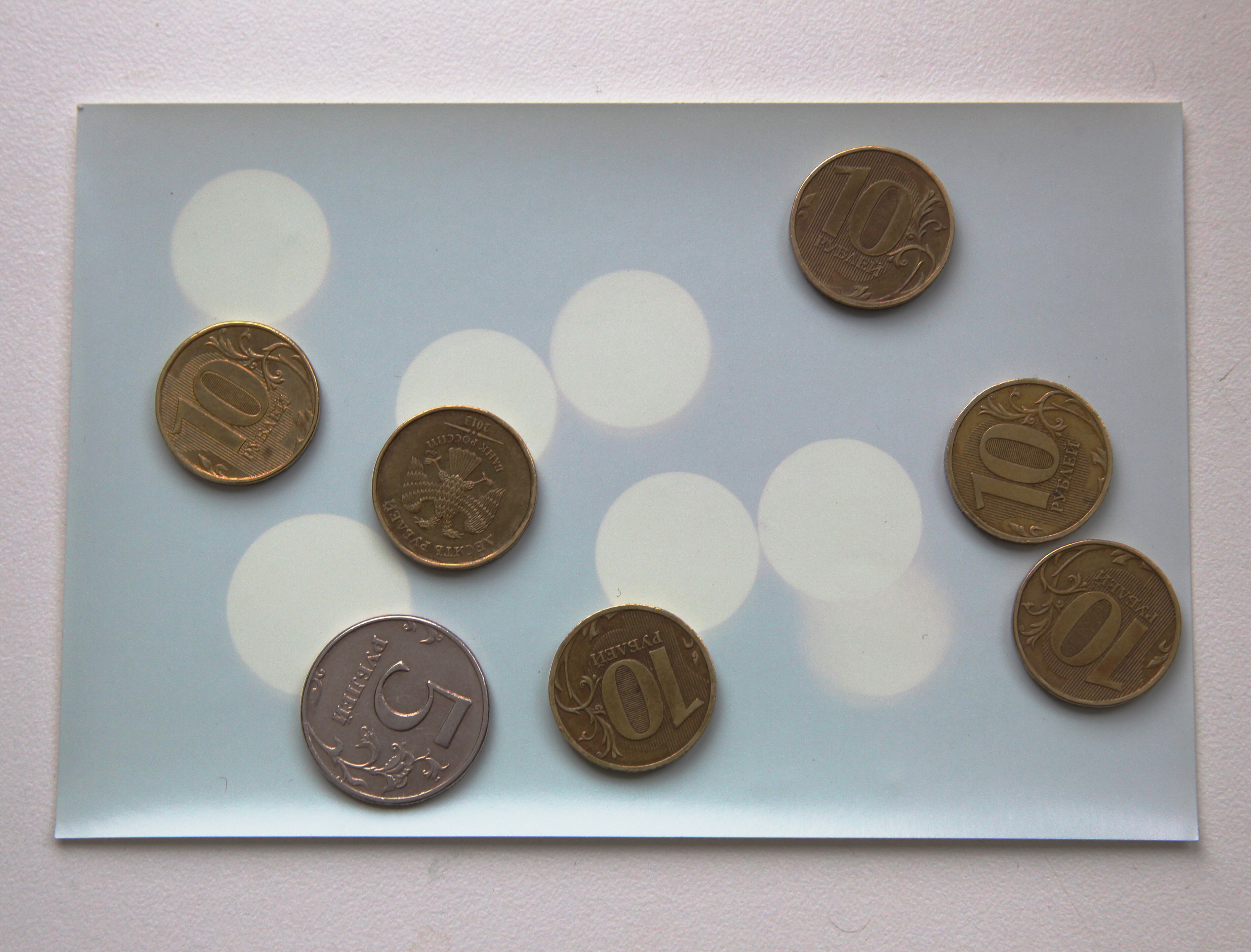
Фотобумага, потемневшая под действием длительной экспозиции. При последующем проявлении вся поверхность листа, в том числе и пятна от лежавших монет, окажется равномерно чёрной

Современное представление о механизме образования скрытого изображения основано на квантово-механической теории, предложенной в 1938 году британскими физиками-теоретиками Рональдом Гёрни (англ. Ronald Wilfred Gurney) и Невилом Моттом (англ. Nevill Francis Mott). Она основана на предположении, что реальный микрокристалл галогенида серебра обладает примесями в виде микроскопических включений, и дефектами кристаллической решётки. Под воздействием тепловых колебаний ионы, из которых состоит решётка, регулярно покидают её, причём часть ионов серебра не в состоянии вернуться обратно, перемещаясь в межузельном пространстве. Попавший на эмульсию фотон поглощается ионом галоида, а высвободившийся при этом валентный электрон попадает в «потенциальную яму». Так называется зона пониженной энергии, в которой есть примесь, и где нарушена взаимосвязь ионов. Фотоэлектрон, захваченный ямой, заряжает её отрицательно, и притягивает ближайший межузельный ион серебра. В результате ион рекомбинирует с электроном и превращается в нейтральный атом.
В свою очередь, атом галоида (например, брома), образовавшийся из иона в процессе поглощения фотона, образует так называемую положительную «дырку», которая постепенно перемещается к поверхности микрокристалла путём эстафетной передачи избыточного электрона к соседним ионам галоида. Попав на поверхность микрокристалла, дырка связывается желатиной, которая препятствует окислению центров скрытого изображения. Процесс, сопровождающийся восстановлением атома серебра, может повторяться многократно, образуя микроскопические коллоидные частицы серебра, получившие название субцентров скрытого изображения. Такие субцентры не способны вызвать проявление микрокристалла, но играют важную роль в различных методах повышения светочувствительности. Критическая масса, позволяющая катализировать восстановление всего микрокристалла при проявлении, составляет минимум четыре атома серебра и называется центром проявления.
Дальнейшие исследования показали, что теория Гёрни-Мотта объясняет процессы лишь частично. Её усовершенствовал Дж. Митчелл (англ. J. W. Mitchell) доказав в 1957 году, что присоединение к центру светочувствительности межузельного иона серебра предшествует его нейтрализации фотоэлектроном. При этом скрытое изображение может образовываться без участия центров светочувствительности, но полученные таким образом два-три атома серебра самостоятельно образуют неустойчивый центр, получивший в литературе название «предцентра» (англ. Pre-Image Speck). Исследования конца XX века позволяют предположить, что на ранних стадиях экспонирования центры скрытого изображения образуются по механизму Митчелла, а при достаточно больших экспозициях работает теория Гёрни-Мотта.

## Светочувствительность
Наиболее эффективный путь повышения светочувствительности эмульсии заключается в образовании как можно большего количества потенциальных ям, то есть дефектов кристаллической решётки галогенида серебра. Микрокристаллы с идеальной решёткой обладают низкой светочувствительностью, поскольку большинство фотоэлектронов, не встретив дефектов, рекомбинируют с ионами, и не участвуют в формировании скрытого изображения. Дефекты могут представлять собой сдвиги кристаллических слоёв, микротрещины или инородные включения. Дефекты решётки намеренно создаются в процессе приготовления фотографической эмульсии, на стадии химического созревания. Для этого добавляются соли, содержащие палладий, платину и иридий, а также соединения золота.
Одновременно с ростом количества дефектов снижается избирательность проявления, выражающаяся в появлении заметной вуали. Это объясняется возрастанием количества микрокристаллов, восстанавливающихся при проявлении до металлической формы даже без воздействия света. Поэтому для фотоматериалов с высокой светочувствительностью характерна заметная вуаль, тогда как низкочувствительные позитивные плёнки и фотобумаги её почти лишены.

## Эффект Шварцшильда
Низкая эффективность участия фотоэлектронов в образовании скрытого изображения приводит к нарушению закона взаимозаместимости (эффекту Шварцшильда). Эти нарушения могут происходить в двух случаях:

### Слишком короткая выдержка
При очень коротких выдержках, несмотря на высокий уровень освещённости, закон взаимозаместимости нарушается, одновременно снижая светочувствительность и контраст. Явление особенно характерно для фотоэмульсий, изготовленных по устаревшим технологиям. При очень коротких выдержках в микрокристаллах образуется слишком мало центров проявления, вместо которых синтезируются неустойчивые субцентры, не способные вызвать восстановление экспонированного галогенида. Это происходит из-за одновременного образования слишком большого количества фотоэлектронов. Эффект в наибольшей степени нежелателен в цветной фотографии, поскольку разные зонально-чувствительные эмульсионные слои чаще всего реагируют на изменение выдержки по-разному, что приводит к непредсказуемому искажению цветопередачи.
Эффект стал проблемой при высокоскоростной киносъёмке, но в настоящее время это неактуально из-за вытеснения киноплёнки цифровыми скоростными камерами с другими принципами регистрации изображения. В современной технологии цифровой фотопечати, при которой фотобумага экспонируется лазерным лучом с очень коротким воздействием на каждый участок фотоэмульсии, эффект Шварцшильда также необходимо учитывать. Поэтому большинство фотоматериалов, предназначенных для цифровых мини-фотолабораторий, изготавливаются на основе хлоросеребряной эмульсии, в наименьшей степени подверженной отклонению от закона взаимозаместимости. Кроме этого эффект может быть снижен специальными добавками в эмульсионные слои, увеличивающими количество дефектов решётки. Аналогичная проблема характерна для фильм-рекордеров, в которых киноплёнка также экспонируется лазерным лучом. Это отражается на строении контратипных киноплёнок специальных сортов, предназначенных для фотовывода дубль-негатива.

### Слишком низкая освещённость
Этот эффект наиболее важен в астрофотографии, где фотоматериал экспонируется при очень малых интенсивностях света и длинных выдержках. Это объясняется слишком короткой стабильностью субцентров, не успевающих дорасти до стабильных центров проявления за время ожидания следующих фотонов. Явление приводит к снижению светочувствительности и возрастанию контраста.

## Фоторегрессия
Сохраняемость скрытого изображения зависит от многих факторов и может измеряться десятилетиями. В некоторых условиях скрытое изображение разрушается в течение нескольких часов. Деградация и даже полное исчезновение скрытого изображения носит название фоторегрессия. В наибольшей степени подвержены фоторегрессии низкочувствительные фотоматериалы, в том числе позитивные. Причиной явления принято считать так называемое «тепловое рассасывание» центров проявления, приводящее к укрупнению наиболее стабильных из них за счёт разрушения слабых. Поэтому на интенсивность фоторегрессии влияет температура хранения экспонированного фотоматериала: при её повышении процесс ускоряется. Ускоряет регрессию и высокая влажность, а также воздействие агрессивных веществ, например сероводорода, аммиака и формальдегида.
Скрытое изображение может быть разрушено с помощью эффекта Гершеля при воздействии красного света или инфракрасного излучения. Таким способом скрытое изображение может быть полностью разрушено вплоть до возможности повторного использования фотоматериала. Например, при засветке экспонированного ортохроматического материала неактиничным для него красным светом, следы предыдущей экспозиции могут быть полностью уничтожены.